# Nakahama Manjirō
Nakahama Manjirō (中濱 万次郎?   27 de enero de 1827 - 12 de noviembre de 1898), popularmente conocido como John Manjirō (o John Mung), fue uno de los primeros japoneses en visitar los Estados Unidos y un traductor importante durante el, así llamado, proceso Apertura de Japón.

## Viaje a América

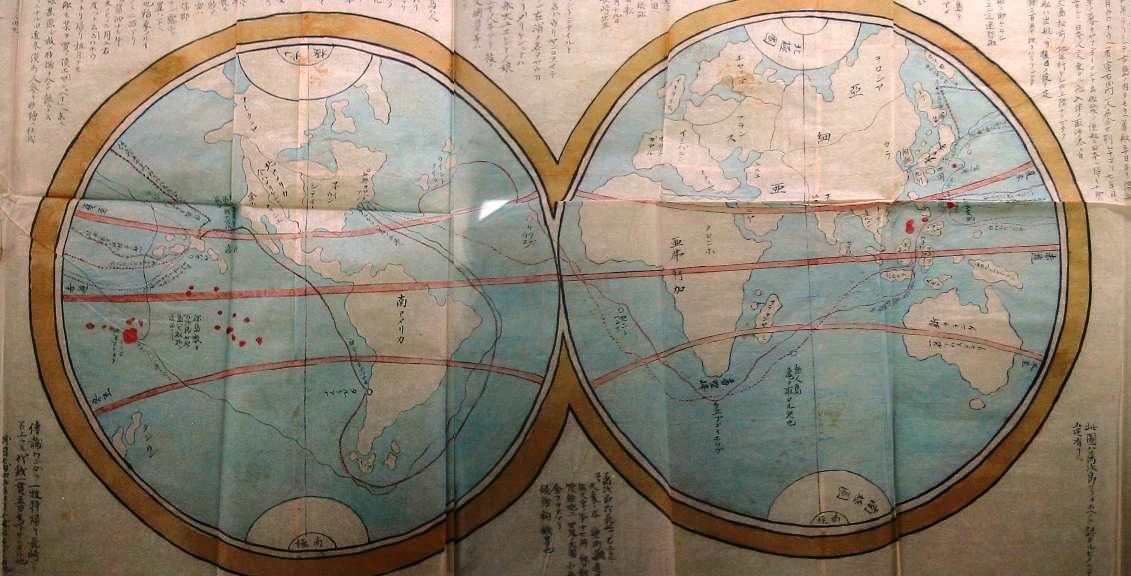
Informe de los viajes de Nakahama Manjirō, 1850's, Museo Nacional de Tokio.

Durante sus primeros años vivió como un humilde pescador en el pueblo de Naka-no-hama, Tosa Provincia (en la actualidad, Tosashimizu en la Prefectura de Kōchi). En 1841, a la edad de 14 años Nakahama Manjirō y cuatro amigos (todos ellos hermanos, llamados Goemon, Denzo, Toraemon, y Jusuke) pescaban cuándo su embarcación naufragó en la isla de Torishima. El barco ballenero americano, John Howland (con el Capitán William H. Whitfield al mando) les rescató.  Al final del viaje, cuatro de ellos se quedaron en Honolulú; No así Manjirō (John apodado «Mung») quien optó por quedarse en el barco. El Capitán Whitfield le llevó a los Estados Unidos y le presentó a James Akin, quién matriculó a Manjirō en la Escuela de Oxford en la ciudad de Fairhaven, Massachusetts. Manjiro estudiaría inglés y navegación durante un año, y en el transcurso siendo aprendiz de tonelero, y con ayuda del Capitán Whitfiel. Ingresa al ballenero Franklin (Con el Capitán Ira Davis como cabecilla). Después de ser ballenero en los Mares Del sur, el Franklin arriba a Honolulú en octubre de 1847, donde Manjirō volvió a encontrarse con sus cuatro amigos. Ninguno habilitado de regresar al Japón, ya que esto era en el periodo donde la regla del Sakoku reinaba, en la cual dejar el país era condenado con la pena de muerte.
Cuando el Capitán Davis cayó enfermo, fue dejado en Manila. La tripulación escogió un nuevo capitán, y Manjirō fue relevado a arponero. El Franklin regresó a New Bedford (Massachusetts) en septiembre de 1849 y la tripulación recibió su pago; Manjirō, con $350 en su bolsillo, ya poseía ingresos suficientes para autoabastecerse.
Manjirō inmediatamente zarpó hacia la Prisa de Oro de la California. Llegando a San Francisco en mayo de 1850, tomó un barco a vapor que subió hacia arriba del Río Sacramento, y luego fue hacia las montañas. En unos cuantos meses, había hecho $600 y estaba resuelto a encontrar una manera de regresar a Japón.

## Regreso a Japón
Manjirō llega a Honolulú y encuentra a dos de sus compañeros dispuestos a ir con él. (Toraemon, quién creyó sería demasiado arriesgado, y Jusuke, quién murió de una dolencia de corazón,  no viajaron devuelta a Japón.)  Adquirieron un barco ballenero, la Aventura, el cual estuvo cargado con regalos de las personas de Honolulú. Partieron el 17 de diciembre de 1850 y lograron llegar a Okinawa el 2 de febrero de 1851. El tres fueron prontamente arrestados, aunque fueron tratados con cortesía. Después de meses en prisión, fueron liberados en Nagasaki y regresaron, finalmente, a su hogar; Tosa, donde el Señor Yamauchi Toyoshige les otorgó pensiones. Manjirō fue nombrado oficial menor y se convirtió en una valiosa fuente de información de los avances tecnológicos occidentales.
En septiembre de 1853, Manjirō fue citado a Edo (ahora Tokio), cuestionado por el gobierno shogunate,  se volvió un hatamoto (un samurái en servicio directo al shogun). Ahora daría entrevistas únicamente en servicio del gobierno. En token de su estado nuevo, lleve dos espadas, y necesitó un apellido;  escoja Nakahama, después de su pueblo de casa. En vista de su nuevo estatus, podría llevar consigo dos espadas y un sobrenombre; escogería Nakahama, por su lugar de origen. 

## Sirviendo comohatamoto
Manjirō detalló sus viajes en un informe al Shogunate Tokugawa, el cual es mantenido hoy en el Museo Nacional de Tokio. El 8 de julio de 1853, cuando el comodoro, los Barcos Negros del estadounidense Matthew Perry llegaron para forzar la apertura comercial de Japón, Manjirō fue un intérprete y traductor para el Shogunate.  Siendo elemento importante en las negociaciones de la Convención de Kanagawa.
Aun así, parece que no trató directamente con los americanos en aquel tiempo.

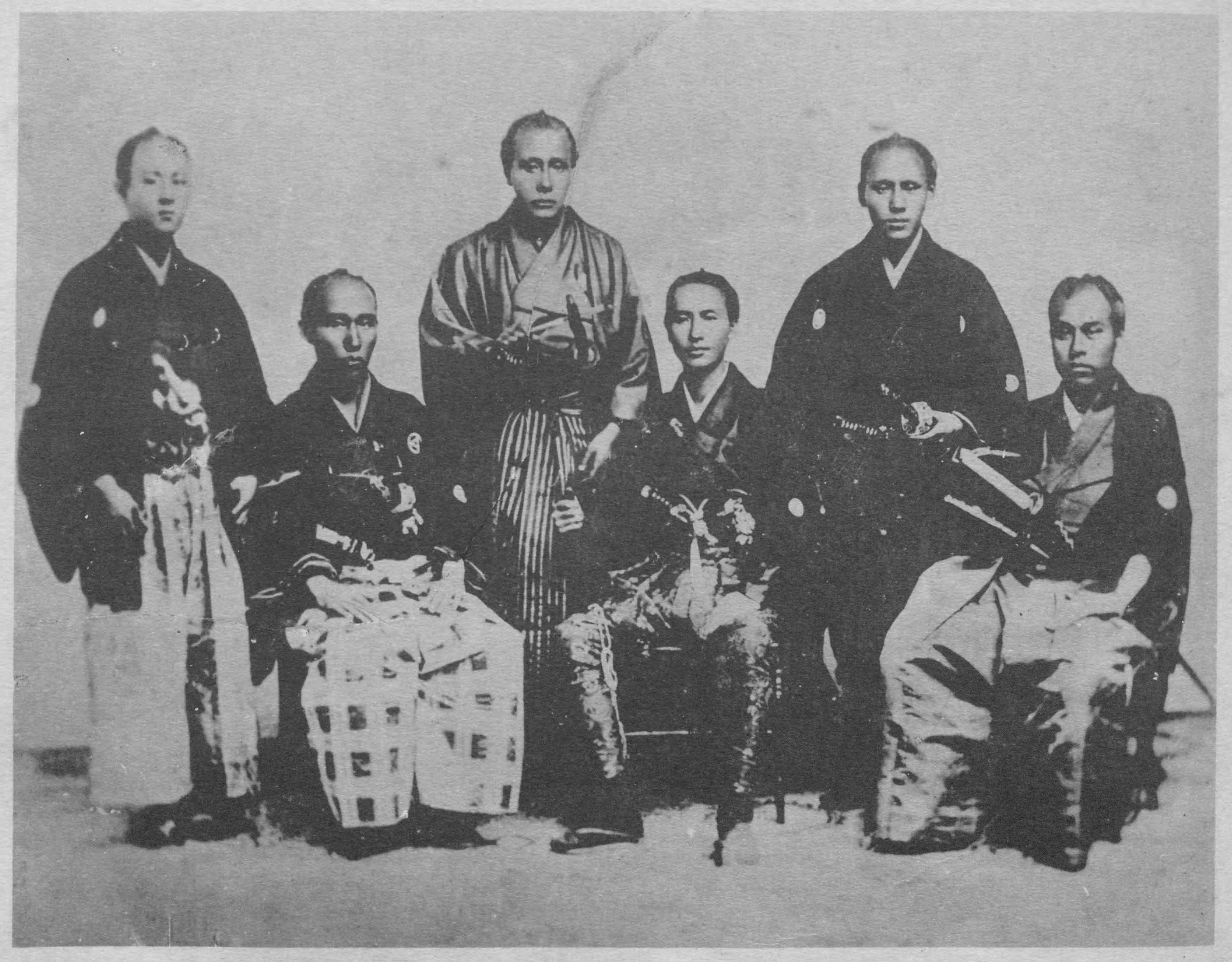
Miembros de la delegación japonesa en los Estados Unidos. 1860.

En 1860, Nakahama Manjirō participó en la Embajada japonesa en los Estados Unidos (1860). Fue nombrado traductor a bordo del Kanrin Maru, el primer barco de guerra a vapor Japonés, adquirido de los holandeses. Debido a la anterior política de aislamiento del Japón, la tripulación tuvo poca experiencia en el océano abierto, y durante una tormenta, su Capitán Katsu Kaishu, el primer almirante Kimura y gran parte de la tripulación cayó enferma. Manjirō se encargó de llevar el barco a puerto sin incidentes.
En 1870, durante la Guerra franco-prusiana, Manjirō estudió ciencia militar en Europa. Y fue formalmente recibido en Washington D. C., aprovecha la oportunidad para viajar a Fairhaven, Massachusetts para visitar a su "padre adoptivo", el Capitán Whitfield. Finalmente, Manjirō se convertiría en profesor en la Universidad Imperial de Tokio.

## Legado
Manjirō aparentemente habría utilizado sus conocimientos occidentales en la construcción de barcos para contribuir a los esfuerzos desplegados del Shogunate para construir una marina moderna. Tradujo libros del inglés al japonés, y enseñó tácticas balleneras y navales inglesas. Él, presuntamente, habría contribuido a la construcción del Shohei Maru, el primer buque de guerra con características foráneas.
Manjirō se casó tres veces y tuvo siete hijos. En 1918, el Dr. Nakahama Toichirō, el mayor de los hijos de Manjiro, dio una valiosa espada al pueblo de Fairhaven en recuerdo del rescate de su padre y la bondad de la ciudad. Hasta el día de hoy es exhibida en la biblioteca de la ciudad incluso durante la Segunda Guerra Mundial.
Entre sus logros, Manjirō fue, probablemente, el primer japonés en tomar un tren, pasear en un barco a vapor, trabajar en un buque americano, y realizar un viaje transpacífico.
El planeta menor 4841 Manjiro es nombrado en su honor.
Diversos libros han sido publicados sobre la vida de Manjiro y su viaje, Corazón de un Samurai por Margi Preus, y Nacido en el Año de Valor por Emily Crofford.